# Moulins-lès-Metz
Pour les articles homonymes, voir Moulins.
Moulins-lès-Metz est une commune française située dans le département de la Moselle, en région Grand Est.

## Géographie
Moulins-lès-Metz se trouve à quelques kilomètres au sud-ouest de Metz, au pied du mont Saint-Quentin. La ville est divisée en deux hémisphères : au nord composé d'un unique quartier Moulins-centre et au sud composé de deux quartiers Saint-Pierre (appelé Alger jusqu'en 1962) et Trois-Haies. Ces deux hémisphères sont séparés par l'A31 et le canal de Jouy, ainsi que par la Moselle.

### Hydrographie
La commune est située dans le bassin versant du Rhin au sein du bassin Rhin-Meuse. Elle est drainée par la Moselle, la Moselle canalisée, le ruisseau de Montvaux, le canal de Jouy, et le fossé des Vieilles Eaux.
La Moselle, d’une longueur totale de 560 kilomètres, dont 315 kilomètres en France, prend sa source dans le massif des Vosges au col de Bussang et se jette dans le Rhin à Coblence en Allemagne.
La Moselle canalisée, d'une longueur totale de 135,2 km, prend sa source dans la commune de Pont-Saint-Vincent et se jette  dans la Moselle à Kœnigsmacker, après avoir traversé 61 communes. Le lit d’un bras mort de la Moselle qui passait sous le vieux pont avant 1614 s’est déplacé d’une centaine de mètres. Il existe plusieurs hypothèses qui expliqueraient ce changement :
- des glissements de terrain de la côte Sainte-Ruffine ;
- une forte inondation à la suite d'un ouragan ;
- la construction du barrage pour alimenter le canal menant à Metz.

Le ruisseau de Montvaux, d'une longueur totale de 11,2 km, prend sa source dans la commune de Saint-Privat-la-Montagne et se jette dans le Fossé des Vieilles Eaux sur la commune, après avoir traversé six communes.

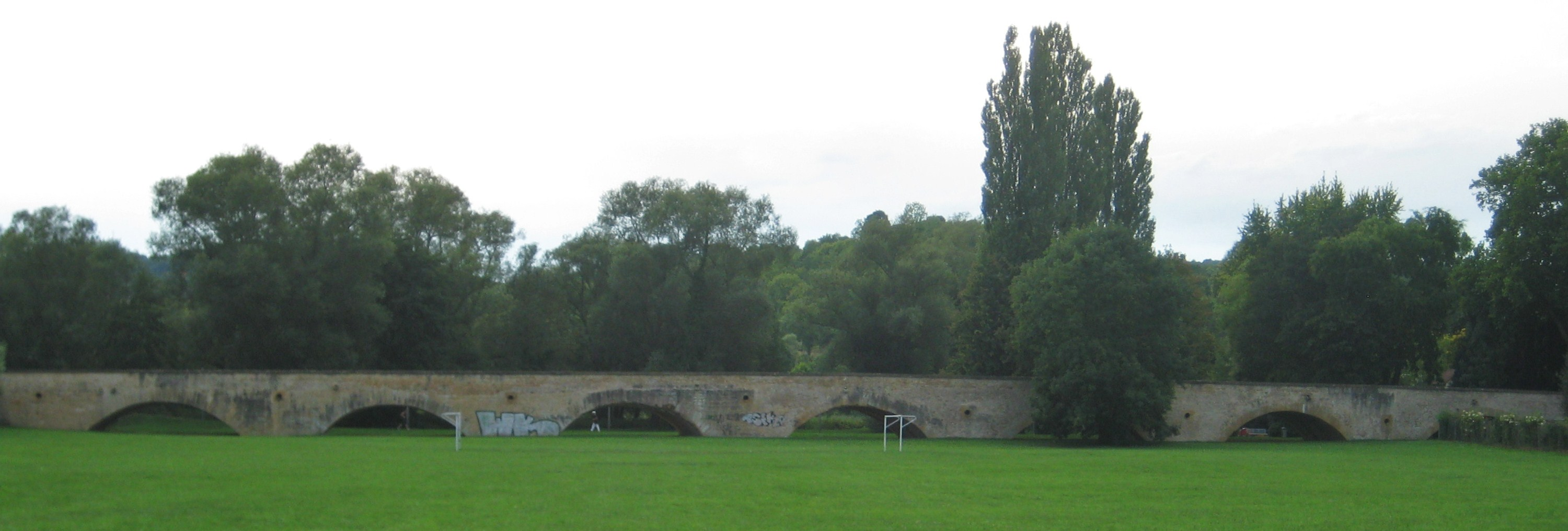
Le vieux pont (1614).

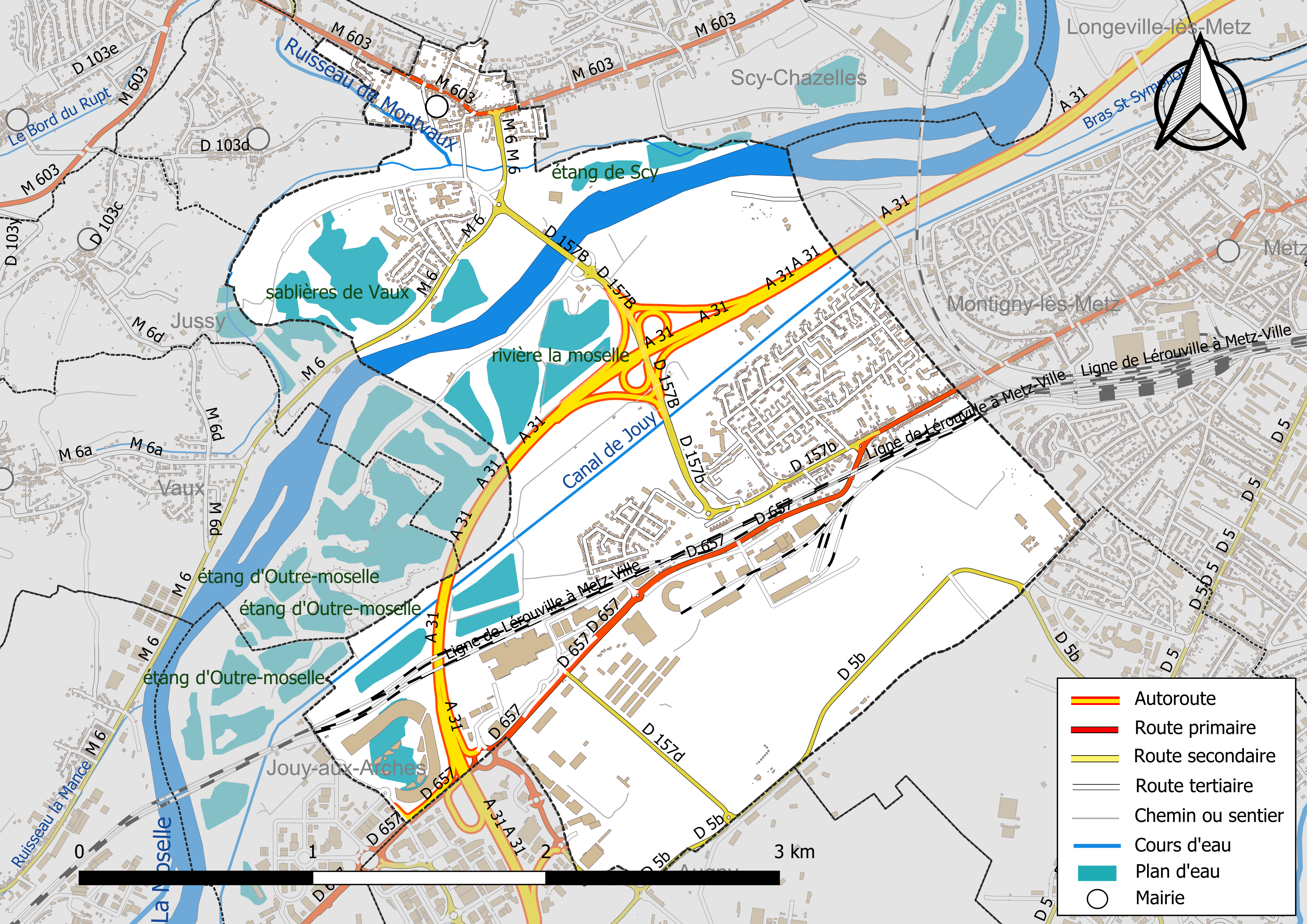
Réseaux hydrographique et routier de Moulins-lès-Metz.

La qualité des eaux des principaux cours d’eau de la commune, notamment de la Moselle, de la Moselle canalisée et du ruisseau de Montvaux, peut être consultée sur un site dédié géré par les agences de l’eau et l’Agence française pour la biodiversité.

### Climat
Pour des articles plus généraux, voir Climat du Grand Est et Climat de la Moselle.
En 2010, le climat de la commune est de type climat océanique dégradé des plaines du Centre et du Nord, selon une étude du Centre national de la recherche scientifique s'appuyant sur une série de données couvrant la période 1971-2000. En 2020, Météo-France publie une typologie des climats de la France métropolitaine dans laquelle la commune est exposée à un climat semi-continental et est dans la région climatique  Lorraine, plateau de Langres, Morvan, caractérisée par un hiver rude (1,5 °C), des vents modérés et des brouillards fréquents en automne et hiver. 
Pour la période 1971-2000, la température annuelle moyenne est de 9,7 °C, avec une amplitude thermique annuelle de 16,4 °C. Le cumul annuel moyen de précipitations est de 733 mm, avec 12,1 jours de précipitations en janvier et 9,2 jours en juillet. Pour la période 1991-2020, la température moyenne annuelle observée sur la station météorologique de Météo-France la plus proche, « Metz-Frescaty », sur la commune d'Augny à 5 km à vol d'oiseau, est de 11,1 °C et le cumul annuel moyen de précipitations est de 713,5 mm. 
La température maximale relevée sur cette station est de 39,7 °C, atteinte le 25 juillet 2019 ; la température minimale est de −23,2 °C, atteinte le 17 février 1956,,. 
| Mois                                  | jan.             | fév.             | mars           | avril           | mai             | juin            | jui.           | août           | sep.            | oct.          | nov.             | déc.            | année      |
| ------------------------------------- | ---------------- | ---------------- | -------------- | --------------- | --------------- | --------------- | -------------- | -------------- | --------------- | ------------- | ---------------- | --------------- | ---------- |
| Température minimale moyenne (°C)     | 0                | 0,1              | 2,4            | 4,9             | 9               | 12,3            | 14,4           | 14             | 10,4            | 7,2           | 3,6              | 1               | 6,6        |
| Température moyenne (°C)              | 2,7              | 3,6              | 7              | 10,5            | 14,5            | 17,9            | 20,1           | 19,7           | 15,7            | 11,3          | 6,5              | 3,5             | 11,1       |
| Température maximale moyenne (°C)     | 5,4              | 7,1              | 11,6           | 16              | 20              | 23,6            | 25,8           | 25,5           | 20,9            | 15,4          | 9,4              | 6               | 15,6       |
| Record de froid (°C) date du record   | −20,1 02.01.1971 | −23,2 17.02.1956 | −15,3 01.03.05 | −5,1 13.04.1986 | −2,5 13.05.1941 | 1,9 02.06.1975  | 4,3 22.07.1980 | 3,9 31.08.1956 | −1,1 29.09.1972 | −6,2 29.10.12 | −11,7 23.11.1998 | −17 03.12.1973  | −23,2 1956 |
| Record de chaleur (°C) date du record | 16,1 05.01.1999  | 20,8 29.02.1960  | 25,1 31.03.21  | 29,6 18.04.1949 | 33,2 28.05.17   | 37,7 27.06.1947 | 39,7 25.07.19  | 39,5 08.08.03  | 34,3 15.09.20   | 28 13.10.23   | 23,3 02.11.20    | 18,1 04.12.1953 | 39,7 2019  |
| Précipitations (mm)                   | 61,9             | 56               | 51,1           | 45,1            | 56,9            | 56,1            | 59,8           | 59,3           | 61,5            | 64,8          | 64,5             | 76,5            | 713,5      |

| Diagramme climatique                                  |          |             |           |         |              |              |            |              |             |            |        |
| J                                                     | F        | M           | A         | M       | J            | J            | A          | S            | O           | N          | D      |
| 5,4061,9                                              | 7,10,156 | 11,62,451,1 | 164,945,1 | 20956,9 | 23,612,356,1 | 25,814,459,8 | 25,51459,3 | 20,910,461,5 | 15,47,264,8 | 9,43,664,5 | 6176,5 |
| Moyennes : • Temp. maxi et mini °C • Précipitation mm |          |             |           |         |              |              |            |              |             |            |        |

Les paramètres climatiques de la commune ont été estimés pour le milieu du siècle (2041-2070) selon différents scénarios d'émission de gaz à effet de serre à partir des nouvelles projections climatiques de référence DRIAS-2020. Ils sont consultables sur un site dédié publié par Météo-France en novembre 2022.

## Urbanisme

### Typologie
Au 1er janvier 2024, Moulins-lès-Metz est catégorisée ceinture urbaine, selon la nouvelle grille communale de densité à sept niveaux définie par l'Insee en 2022.
Elle appartient à l'unité urbaine de Metz, une agglomération intra-départementale regroupant 42  communes, dont elle est une commune de la banlieue,,. Par ailleurs la commune fait partie de l'aire d'attraction de Metz, dont elle est une commune de la couronne,. Cette aire, qui regroupe 245 communes, est catégorisée dans les aires de 200 000 à moins de 700 000 habitants,.

### Occupation des sols
L'occupation des sols de la commune, telle qu'elle ressort de la base de données européenne d’occupation biophysique des sols Corine Land Cover (CLC), est marquée par l'importance des territoires artificialisés (50,4 % en 2018), en augmentation par rapport à 1990 (36,5 %). La répartition détaillée en 2018 est la suivante : 
zones industrielles ou commerciales et réseaux de communication (29,5 %), eaux continentales (17,8 %), zones urbanisées (16,6 %), zones agricoles hétérogènes (15,3 %), forêts (10,3 %), prairies (6,3 %), espaces verts artificialisés, non agricoles (4,3 %). L'évolution de l’occupation des sols de la commune et de ses infrastructures peut être observée sur les différentes représentations cartographiques du territoire : la carte de Cassini (XVIIIe siècle), la carte d'état-major (1820-1866) et les cartes ou photos aériennes de l'IGN pour la période actuelle (1950 à aujourd'hui).

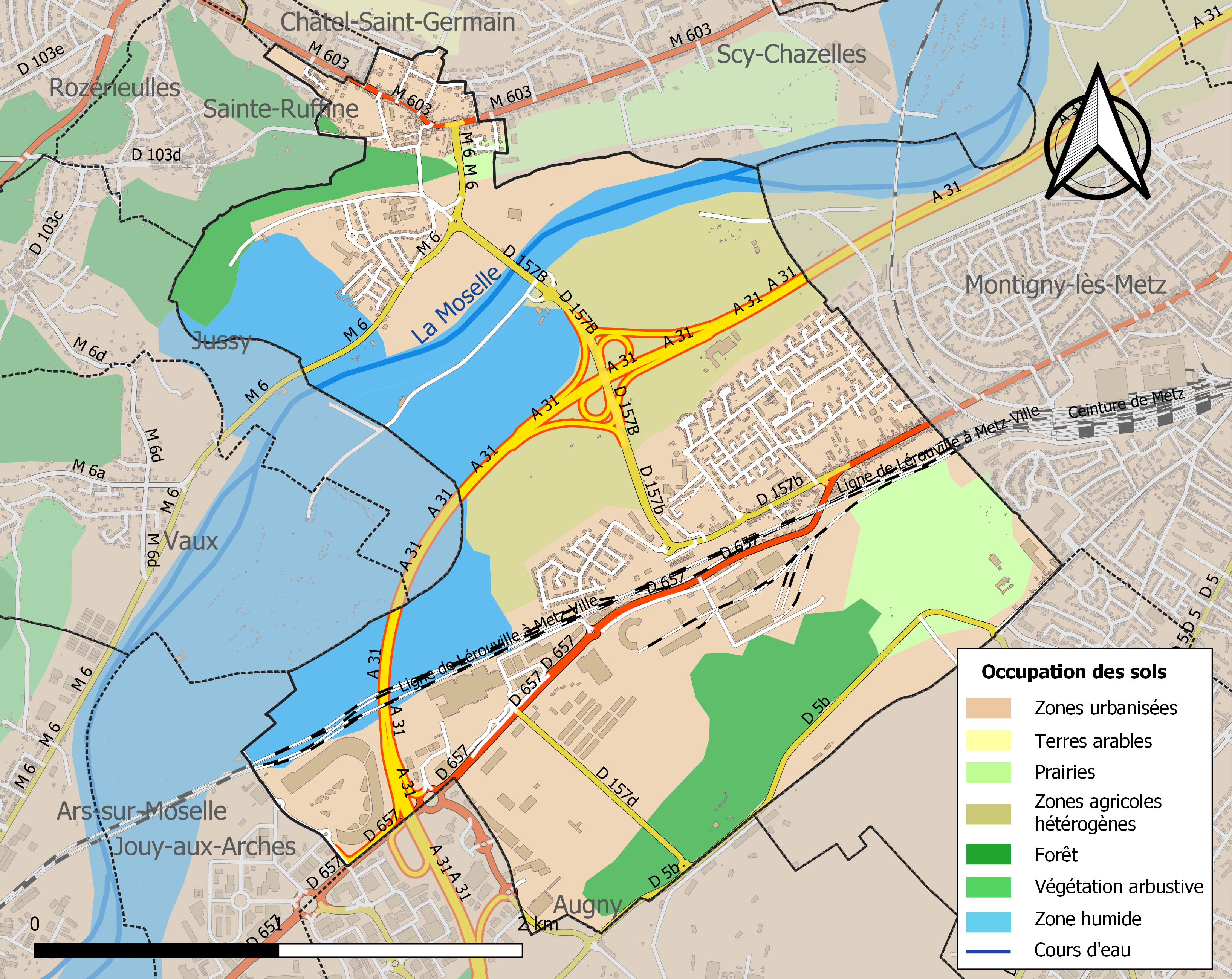
Carte des infrastructures et de l'occupation des sols de la commune en 2018 (CLC).

## Histoire
Moulins-lès-Metz faisait partie des quatre mairies du Val de Metz (évêché) sur la voie romaine de Verdun à Metz.
Les grandes familles messines, comme les Baudoche, y étaient voués. La commune de Metz possédait le pont de Moulins-lès-Metz dès 1227. Un château fort, reconstruit en 1476, protégeait ce pont sur la Moselle. En 1617, la Moselle changea de lit. Ceci explique la topographie de la commune. Abraham Fabert, père du maréchal Fabert, racheta le château et le ban de Moulins avec la ferme de Maison-Rouge. Compte tenu de sa situation géographique, aux portes de la cité messine, Moulins fut souvent pillé, dévasté et brûlé. En 1817, Moulins-lès-Metz, village de l’ancienne province des Trois-Évêchés, avait pour annexes les fermes de Frescaty, Grignan, la Maison-Rouge, Tournebride, Préville et Cainonpré, et les moulins du Cugnot et de Poncet. À cette époque, il y avait 476 habitants répartis dans 59 foyers.
Comme les autres communes de Moselle, la commune de Moulins-lès-Metz est annexée à l’Empire allemand de 1871 à 1918 et de 1940 à 1944. Le 1er avril 1941, la commune de Moulins-lès-Metz, rebaptisée « Mühlen bei Metz », intègre le district urbain de Metz (Stadtkreis Metz). Malgré la combativité des troupes allemandes de la 462e Volks-Grenadier-Division de l'armée de Knobelsdorff, Moulins-lès-Metz est libérée par la 5e DI de l'armée Patton le 21 novembre 1944, à la fin de la bataille de Metz.

## Politique et administration

### Liste des maires
| Période                                  | Période   | Identité             | Étiquette | Qualité                                                                                              |
| ---------------------------------------- | --------- | -------------------- | --------- | --- |
| 1959                                     | 1977      | Lucien Hamen         |           | |
| mars 1977                                | mars 2014 | Jean-Claude Théobald | DVD       | Conseiller général du canton de Woippy (1988 → 2011) Vice-président du conseil général de la Moselle |
| mars 2014                                | En cours  | Jean Bauchez         | DVD       | Enseignant du secondaire 15e vice-président de Metz Métropole                                        |
| Les données manquantes sont à compléter. |           |                      |           | |

## Population et société

### Démographie

#### Évolution démographique
L'évolution du nombre d'habitants est connue à travers les recensements de la population effectués dans la commune depuis 1793. Pour les communes de moins de 10 000 habitants, une enquête de recensement portant sur toute la population est réalisée tous les cinq ans, les populations de référence des années intermédiaires étant quant à elles estimées par interpolation ou extrapolation. Pour la commune, le premier recensement exhaustif entrant dans le cadre du nouveau dispositif a été réalisé en 2008.

En 2022, la commune comptait 5 161 habitants, en évolution de +1,34 % par rapport à 2016 (Moselle : +0,52 %, France hors Mayotte : +2,11 %).
| 1793 | 1800 | 1806 | 1821 | 1836 | 1841 | 1861 | 1866 | 1871 |
| ---- | ---- | ---- | ---- | ---- | ---- | ---- | ---- | ---- |
| 411  | 424  | 488  | 495  | 487  | 574  | 618  | 609  | 532  |

| 1875 | 1880 | 1885 | 1890 | 1895 | 1900 | 1905 | 1910 | 1921 |
| ---- | ---- | ---- | ---- | ---- | ---- | ---- | ---- | ---- |
| 533  | 669  | 679  | 683  | 653  | 715  | 957  | 851  | 979  |

| 1926  | 1931  | 1936  | 1946  | 1954  | 1962  | 1968  | 1975  | 1982  |
| ----- | ----- | ----- | ----- | ----- | ----- | ----- | ----- | ----- |
| 1 052 | 1 346 | 1 745 | 1 787 | 2 154 | 2 590 | 4 160 | 5 700 | 5 034 |

| 1990  | 1999  | 2006  | 2008  | 2013  | 2018  | 2022  | - | - |
| ----- | ----- | ----- | ----- | ----- | ----- | ----- | - | - |
| 4 827 | 4 663 | 4 995 | 5 084 | 5 076 | 5 016 | 5 161 | - | - |

#### Pyramide des âges
En 2018, le taux de personnes d'un âge inférieur à 30 ans s'élève à 31,5 %, soit en dessous de la moyenne départementale (33,6 %). À l'inverse, le taux de personnes d'âge supérieur à 60 ans est de 30,3 % la même année, alors qu'il est de 26,2 % au niveau départemental.
En 2018, la commune comptait 2 294 hommes pour 2 722 femmes, soit un taux de 54,27 % de femmes, largement supérieur au taux départemental (51,08 %).
Les pyramides des âges de la commune et du département s'établissent comme suit.
| Hommes | Classe d’âge | Femmes |
| ------ | ------------ | ------ |
| 1,5    | 90 ou +      | 2,8    |
| 10,5   | 75-89 ans    | 13,6   |
| 15,9   | 60-74 ans    | 15,9   |
| 21,1   | 45-59 ans    | 20,4   |
| 17,7   | 30-44 ans    | 17,3   |
| 16,8   | 15-29 ans    | 14,7   |
| 16,5   | 0-14 ans     | 15,2   |

| Hommes | Classe d’âge | Femmes |
| ------ | ------------ | ------ |
| 0,6    | 90 ou +      | 1,5    |
| 6,8    | 75-89 ans    | 9,5    |
| 17,2   | 60-74 ans    | 18,4   |
| 20,9   | 45-59 ans    | 20,5   |
| 19,5   | 30-44 ans    | 18,6   |
| 17,7   | 15-29 ans    | 15,7   |
| 17,4   | 0-14 ans     | 15,8   |

## Économie
Une partie de la zone Actisud se trouve sur le territoire de la commune, notamment le centre commercial Waves Actisud qui compte de nombreuses boutiques et restaurants.

### Enseignement
La commune dispose des établissements scolaires suivants:
- 2 écoles maternelles (Saint-Jean et Paul-Verlaine)
- 2 écoles élémentaires (Centre et Paul-Verlaine)
- 2 collèges (Albert-Camus et Louis-Armand)

## Culture locale et patrimoine

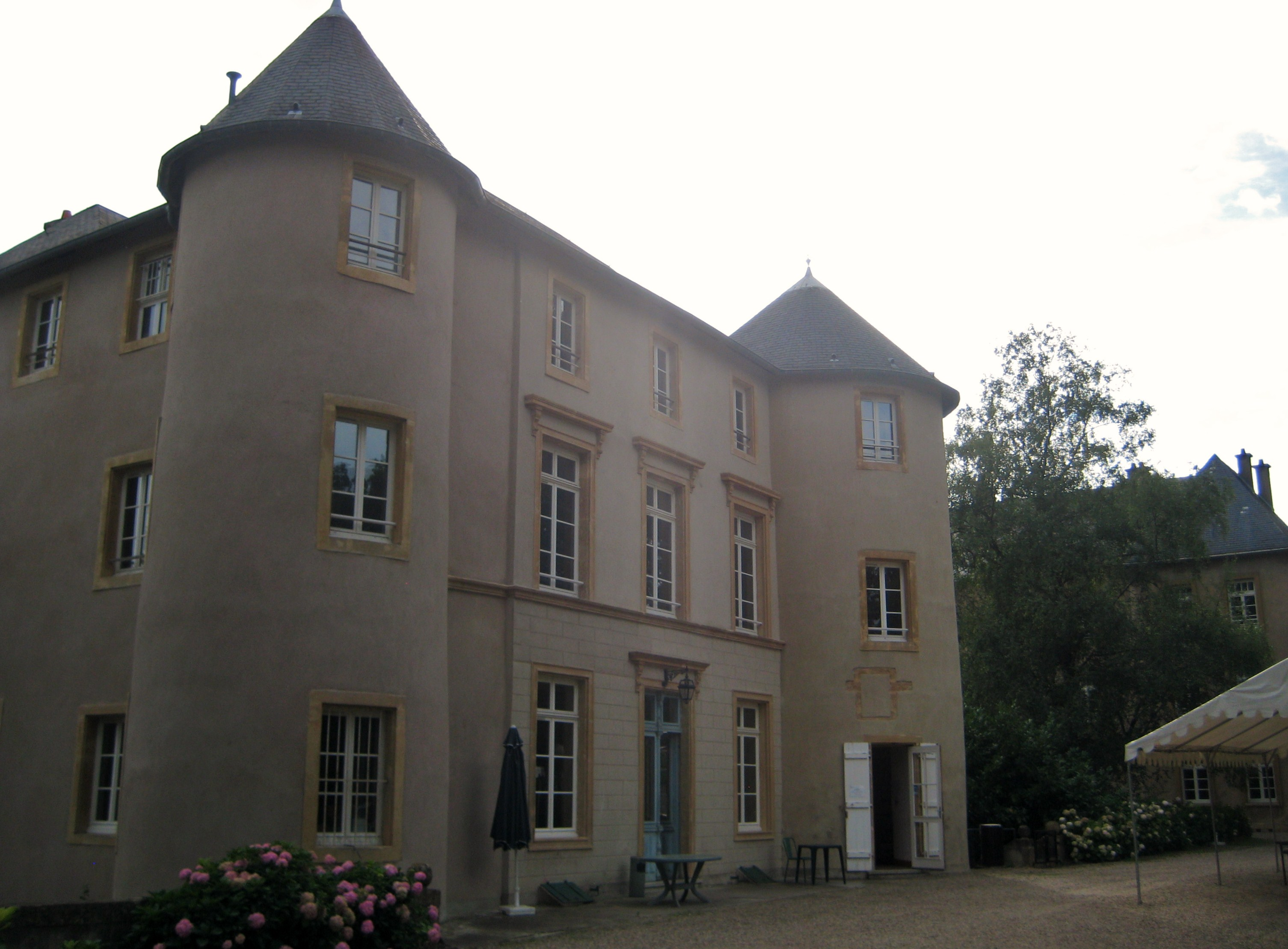
Château de l'ermitage Saint-Jean.

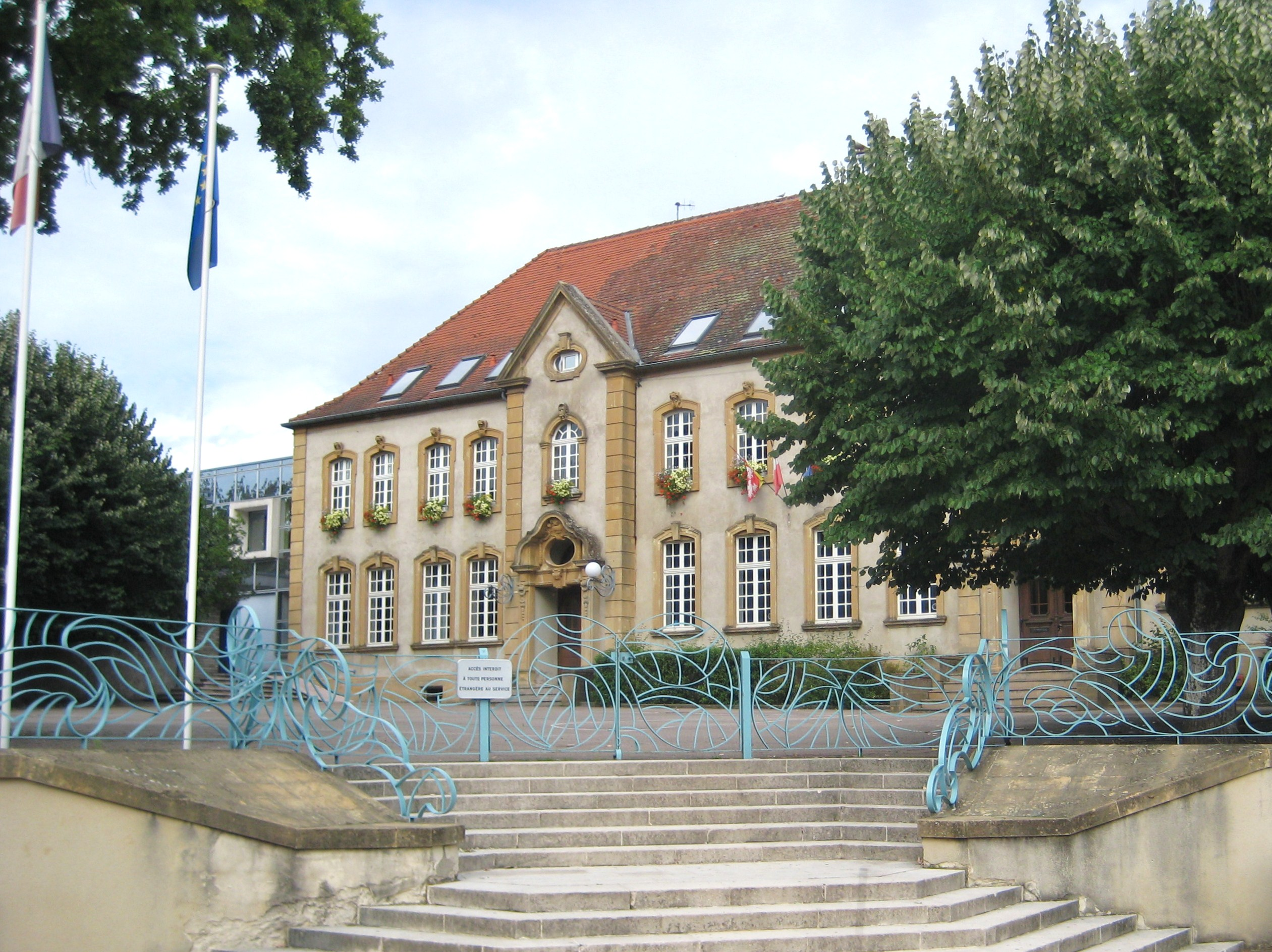
Château Grignan, actuellement mairie.

### Lieux et monuments
- Les traces du château des évêques de Metz, XVIIIe siècle, à Frescaty ; détruit en 1944 à la suite des bombardements et à sa place est établi le terrain d’aviation de la ville de Metz. C'est dans ce château qu’est signée la capitulation de Metz le 27 octobre 1870 ;
- le château Fabert, XIVe siècle, remanié : construit pour assurer la défense du pont, anciennes fenêtres à meneaux, façades entièrement modifiées XIXe siècle ; fossés comblés ;
- le château Grignan XIVe siècle, remanié au XIXe siècle, entouré d’un fossé, pont XVIe siècle de neuf arches ;
- le château de l'ermitage Saint-Jean ;
- le vieux pont de Moulins-lès-Metz : en 1227, à la place du pont actuel formé de onze arches à moitié enterrées, existait déjà un pont de bois propriété de la ville de Metz qui en percevait le péage. C’est au profit de l’hospice Saint-Nicolas que la ville abandonne le péage sous la condition que le pont soit remplacé par un pont de pierre et ceci dans un délai de vingt-six ans.

#### Édifices religieux
- L'église Saint-Pierre-Apôtre construite en 1730 : autels du XVIIIe siècle, retable et sculptures au musée de Metz ;
- l'église Saint-Pierre-aux-Liens (quartier Saint-Pierre) ;
- l'ermitage Saint-Jean (château, chapelle) ;
- la chapelle de l'hospice de Préville de l'ancienne congrégation des Filles de la Charité-de-Saint-Vincent-de-Paul.

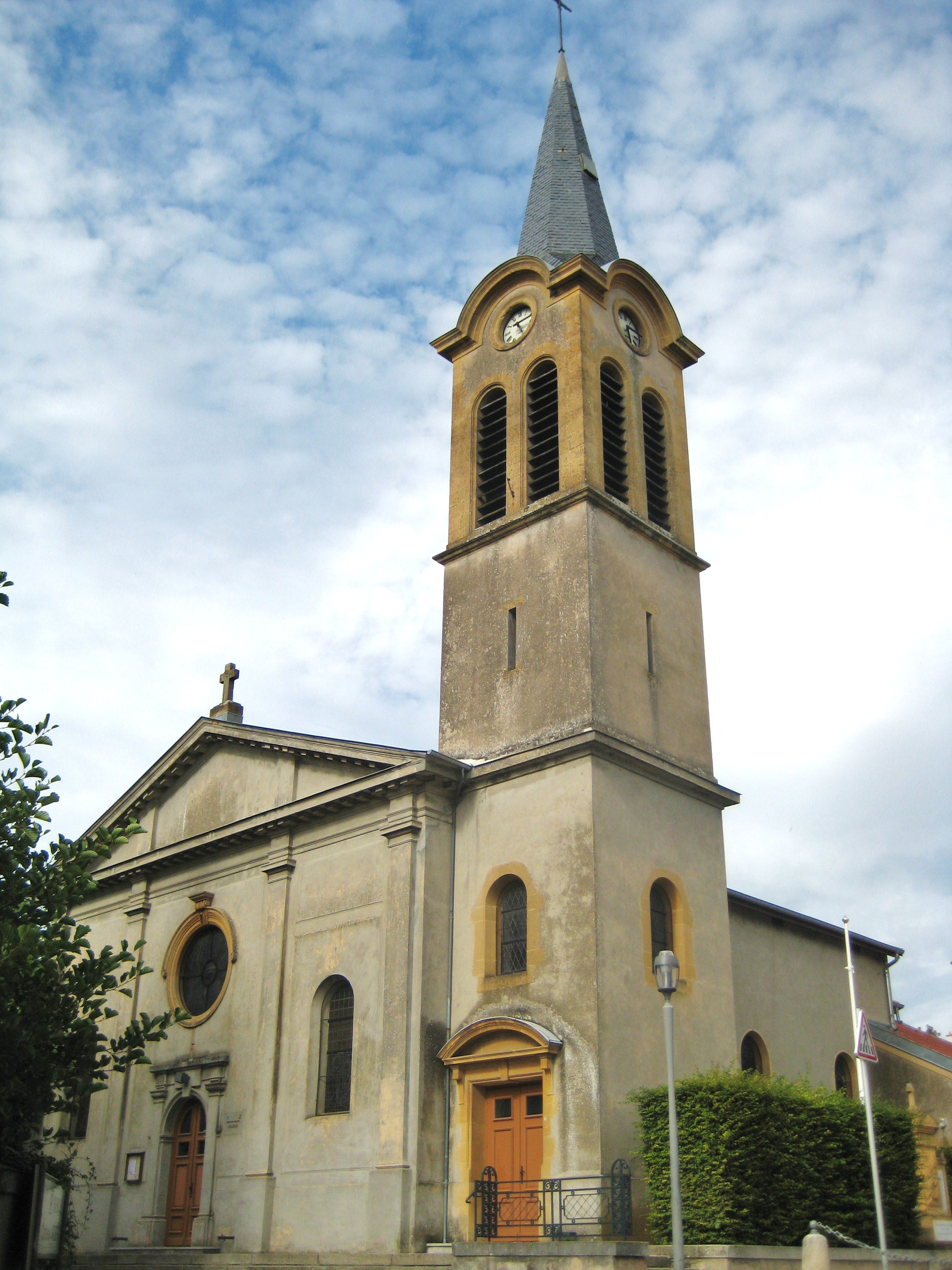
Église Saint-Pierre-Apôtre.
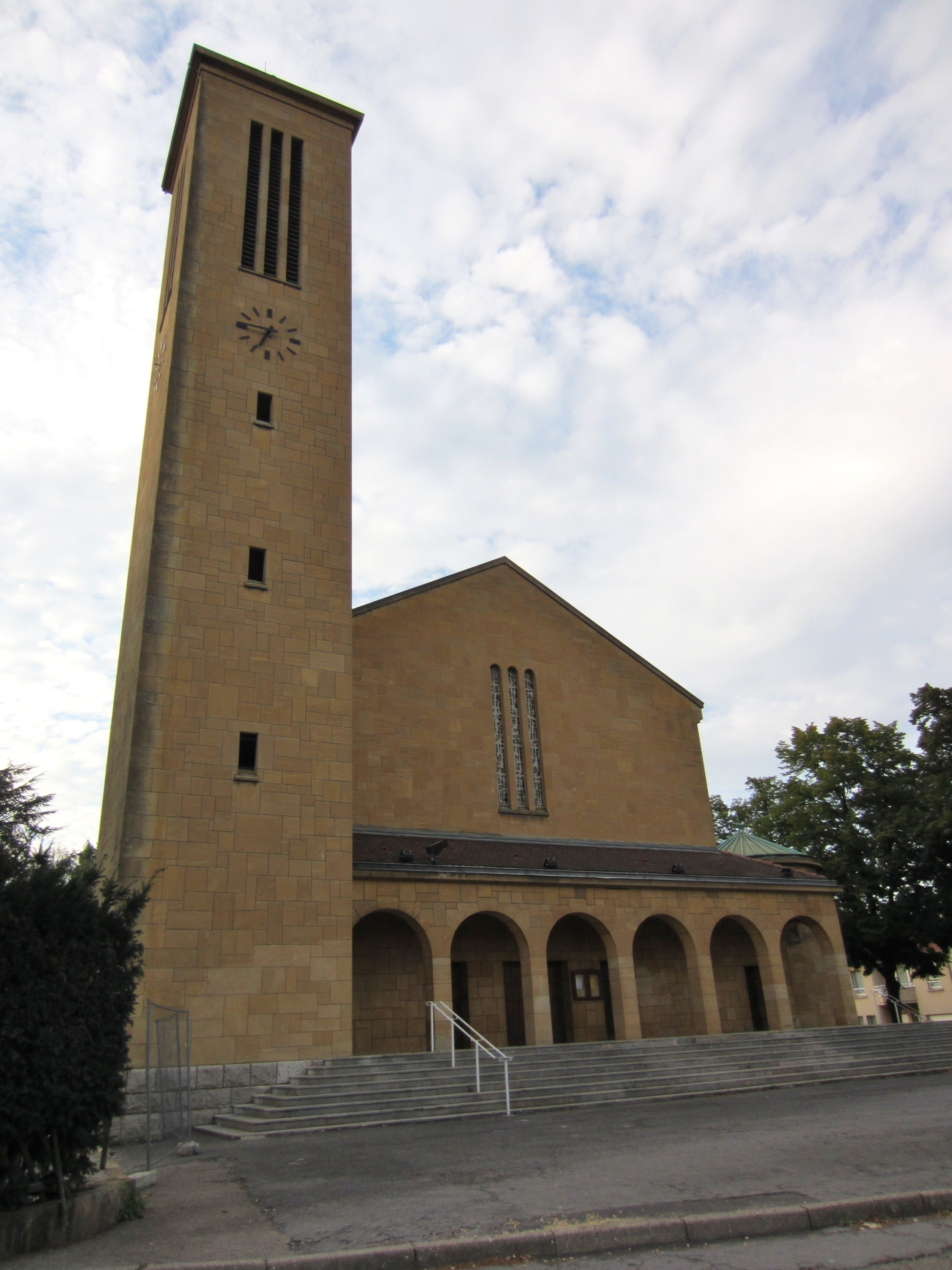
Église Saint-Pierre-aux-Liens.
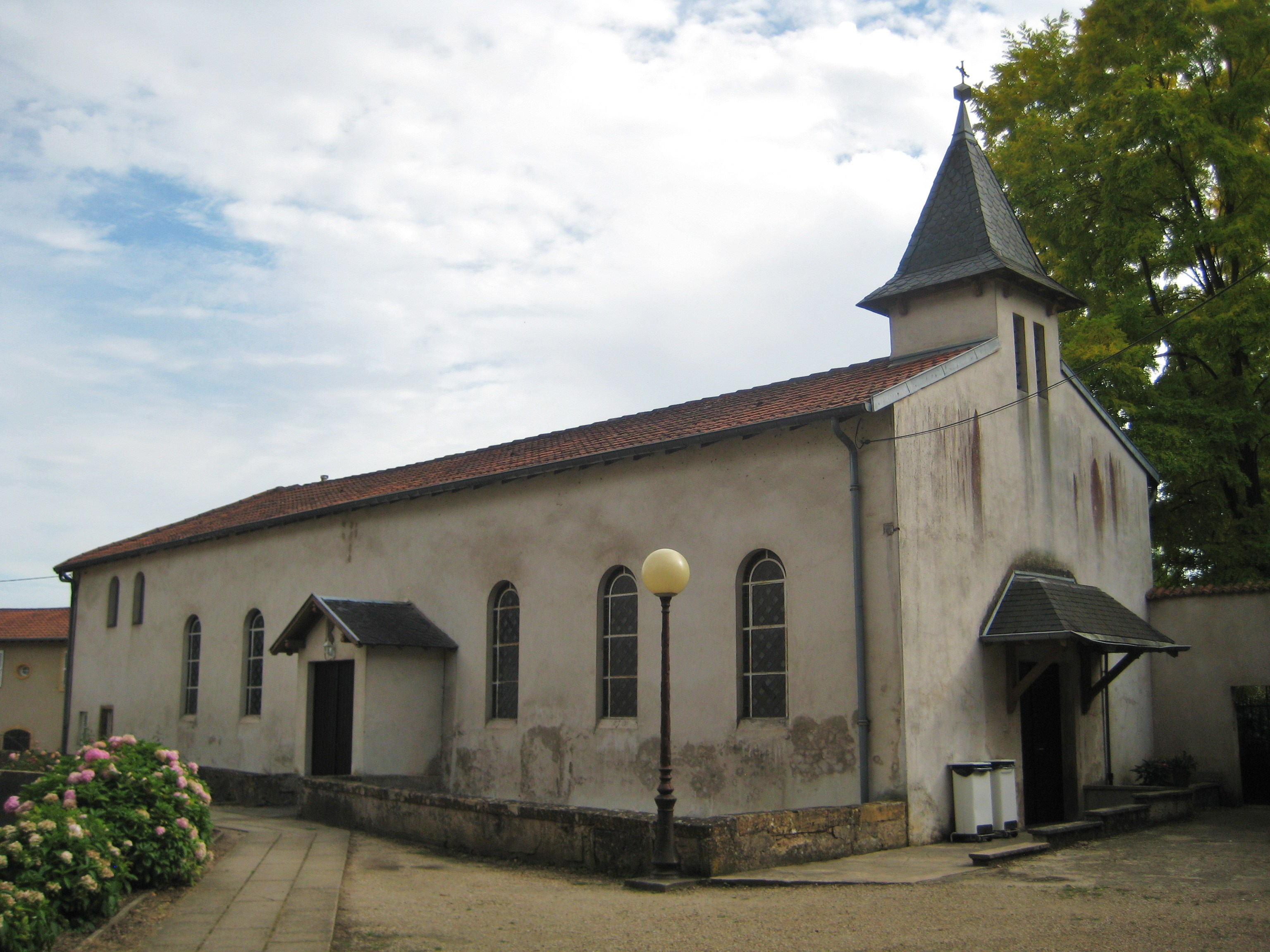
Chapelle de l'ermitage Saint-Jean.
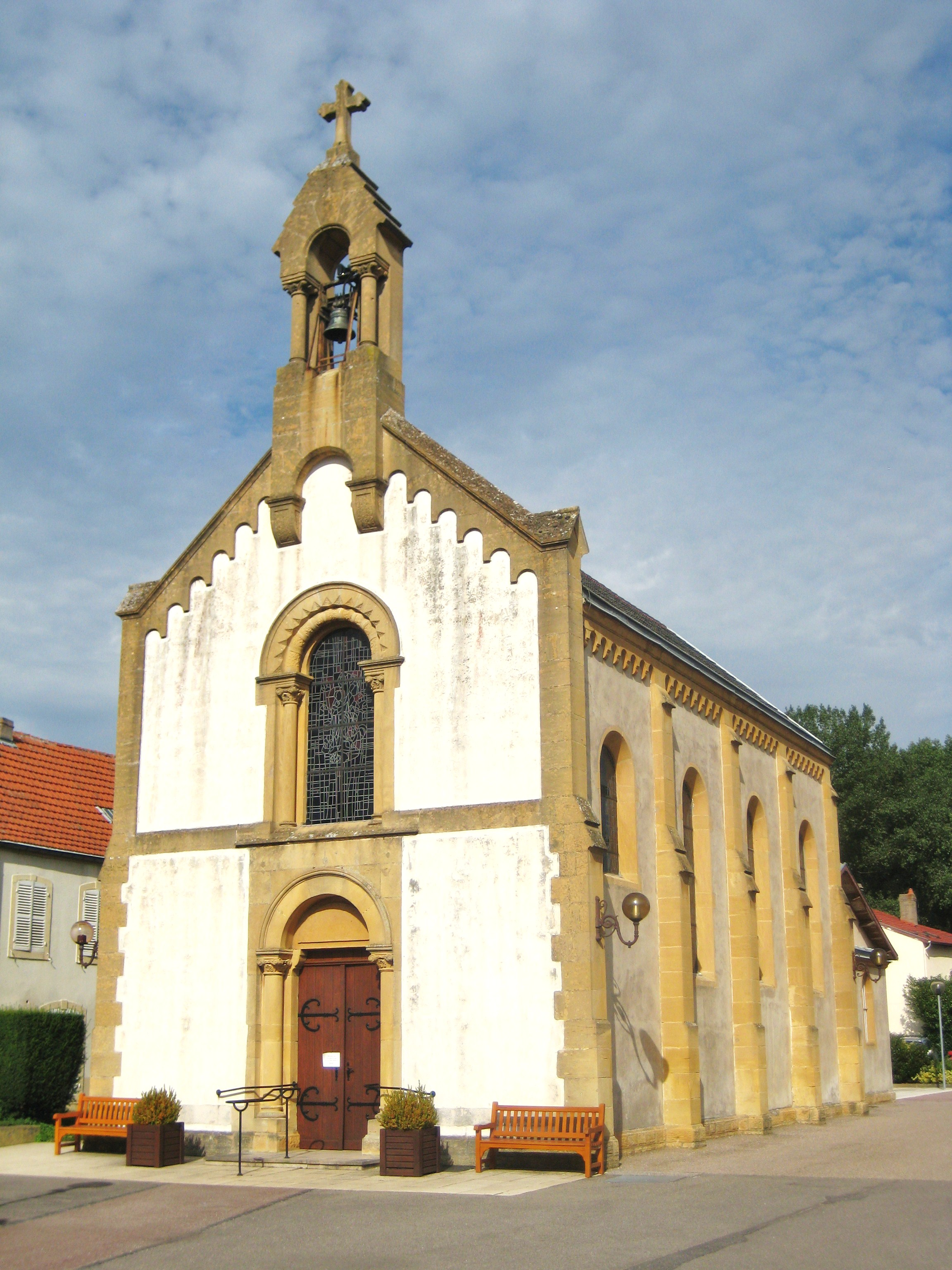
Chapelle de l'ancienne congrégation des Filles de la Charité-de-Saint-Vincent-de-Paul de Préville.

### Personnalités liées à la commune
- Gabriel Poiré, né le 16 août 1896 et mort le 8 mars 1956 à Moulins, a écrit Moulins-lès-Metz - Son vieux pont, ses châteaux, ses heurs et ses malheurs, ses espoirs, publié aux éditions Marius Mutelet en 1957. Cet ouvrage a été réédité en 2002  (ISBN 2-84373-138-0) par les éditions « Le livre d’histoire », dans la collection Monographies des villes et villages de France, avec une préface de sa petite-fille Anne Poiré.
- Ernst Stojaspal, né le 14 janvier 1925 à Vienne (Autriche) et mort le 3 avril 2002 à Moulins-lès-Metz, footballeur autrichien.
- Serge Bonnet, prêtre dominicain et sociologue français.

### Héraldique
| Blason de Moulins-lès-Metz | Blason  | D'or à la croix de gueules, à la roue de moulin d'azur brochant sur le tout. |
| Blason de Moulins-lès-Metz | Détails | Le statut officiel du blason reste à déterminer.                             |